# Blou (groupe)
Pour les articles homonymes, voir Blou.
Blou est un groupe canadien originaire de Meteghan, Nouvelle-Écosse. Le groupe revendique un style de musique unique qu'il appelle Acadico - un mélange des styles acadien, cajun et zydeco,. Le groupe tire son nom de la rue où réside le membre fondateur Patrice Boulianne, « L'Allée des Blou », qui a été nommée d'après un autochtone censé avoir vécu au bout de cette rue il y a 100 ans ou plus.

## Biographie
Blou a vu le jour à l'automne 1994 dans la province canadienne de la Nouvelle-Écosse. En 1998, Blou autoproduit son premier enregistrement, Acadico. Acadico devient le premier CD d'un groupe acadien à être distribué en Europe.
En 2000, Blou change de composition. Leur deuxième album, Rhythm 'N Blou, a un son plus enjoué que Acadico et le groupe fait des tournées internationales. En 2003, Blou sort son troisième album pour célébrer son dixième anniversaire à venir. Cette même année, Blou remporte le prix ZOF-PassepArt-TV5. Le 17 octobre 2005, Blou sort le premier single, Come Away Café, extrait de son quatrième album inédit, Pied-à-terre. Pied-à-terre est ensuite sorti le 14 février 2006.
En 2012, le groupe remporte le Fan's Choice Entertainer of the Year aux East Coast Music Awards.

## Discographie
- 1998 : Acadico
- 2000 : Rhythm 'n BLOU
- 2003 : Blou Blanc Rouge
- 2006 : Pied-à-terre
- 2009 : Tringgle